# Márkuska
Márkuska (szlovákul: Markuška) község Szlovákiában, a Kassai kerület Rozsnyói járásában.

## Fekvése
Rozsnyótól 28 km-re, északnyugatra fekszik.

## Története
A falut egy Márton nevű bíró alapította 1311-ben vételi jog alapján. A csetneki Bebek család birtoka volt. 1427-ben „Kerekreth” néven említik először, Jolsva uradalmához tartozott. A 15. században a murányi váruradalom része. Ezután Kerekrét falu ismeretlen okból elpusztult.
Később „Aranyas” nevű bányászfalu állt itt, melyet 1563-ban „Márkuska”, 1566-ban „Aranias Markuska”, 1568-ban „Márkuska-Aranyas”, 1569-ben „Araniasska”, 1582-ben „Markusska alias Aranyas” néven említik. A 16. század második felében Krasznahorka várának tartozéka. Lakói szénégetésből, kohászatból, bányászatból, tímármesterségből éltek. A kezdetben bányásztelepülést a 16. század elején vlach pásztornépek kezdték benépesíteni. 1563-ban a vlachokon kívül 8 jobbágycsalád élt a településen. 1709-1710-ben a pestisjárvány lakosságát teljesen elpusztította, ezért újra kellett telepíteni. A 18. században lakói földműveléssel foglalkoztak és a közeli bányákban dolgoztak. Ebben a században megindult a vastermelés is.
A 18. század végén Vályi András így ír róla: „MÁRKUSKA. Tót falu Gömör Várm. földes Urai Andrási, és több Urak, lakosai katolikusok, többen evangelikusok, fekszik Hánkovához nem meszsze, határjának földgye néhol sovány, és kőves, Dubrava hegyének egy része határjához tartozik, réttye soványos, fája, legelője elég van, ’s piatzozása közel.”
A 19. században két vashámor működött itt. 1828-ban 36 házában 318 lakos élt, akik főként szénégetéssel, fuvarozással, állattartással foglalkoztak. A 19. század közepén rezet bányásztak itt.
A 19. század közepén Fényes Elek eképpen írja le: „Márkusfalva (Markuska), tót falu, Gömör és Kis-Honth egyesült vgyékben, Csetnekhez 1 1/2 órányira: 8 kath., 310 evang. lak., kik gabonával, lóval kereskednek. Földe hegyes, sovány, s vizmosásoknak van kitéve. F. u. nagyobb részt az Andrásy nemzetség.”
Borovszky Samu monográfiasorozatának Gömör-Kishont vármegyét tárgyaló része szerint: „Markuska, a csetneki völgy fölött fekvő tót kisközség, 35 házzal és 168 ág. ev. h. vallású lakossal. Hajdan a Csetnekiek voltak a földesurai és akkoriban Márkusfalvának írták. 1648-ban Fejérváry Zsigmond, majd Nagybányai Gáspár a birtokosa, azután az Andrássyak, de 1700-ban ifj. Draveczky Jánosnak és 1824-ben a Kirinyi családnak is vannak itten részei. Most gróf Andrássy Dénesnek van itt nagyobb birtoka. Ág. h. ev. temploma a XV. században épült. A község postája, távírója és vasúti állomása Csetnek.”
1920-ig Gömör-Kishont vármegye Rozsnyói járásához tartozott.

## Népessége
| Év:            | 1994. | 2004.   | 2014.   | 2024.    |
| -------------- | ----- | ------- | ------- | -------- |
| Emberek száma: | 174   | 179     | 167     | 147      |
| Eltérés:       |       | +2,87 % | -6,70 % | -11,97 % |

| Év:            | 2023. | 2024. |
| -------------- | ----- | ----- |
| Emberek száma: | 150   | 147   |
| Eltérés:       |       | -2 %  |

1910-ben 194, túlnyomórészt szlovák lakosa volt.
2001-ben 171 lakosából 155 szlovák és 16 cigány volt.
2011-ben 168 lakosából 158 szlovák.

## Nevezetességei
- Evangélikus temploma 13. századi eredetű, a 18. században klasszicista stílusban újjáépítették.
- Római katolikus temploma 1902-ben épült a 18. század első felében épült templom megújításával.